# Pachybrachyiulus hamuligerus
Pachybrachyiulus hamuligerus är en mångfotingart som beskrevs av Karl Wilhelm Verhoeff 1932. Pachybrachyiulus hamuligerus ingår i släktet Pachybrachyiulus och familjen kejsardubbelfotingar. Inga underarter finns listade i Catalogue of Life.